# Rivkah Reyes
Rivkah Reyes (Chicago, Illinois, 18 de agosto de 1992), es una actriz y música estadounidense, reconocida por su papel de Katie en la película Escuela de rock de 2003.

## Biografía
De ascendencia filipina, rusa y española, Reyes empezó a tocar la guitarra clásica a los cuatro años de edad. A los nueve años apareció en el programa radial From the Top. Estudió guitarra en el Instituto de Música de Chicago y aprendió a tocar bajo y chelo específicamente para su papel en Escuela de rock. Ha sido invitada a diversos programas de televisión como The Tonight Show with Jay Leno y The Sharon Osbourne Show.
En una entrevista con The New York Post, la actriz aseguró que su participación en el mencionado filme le causó diversos problemas personales, pues sufrió abuso escolar y acoso por parte de hombres mayores, y decidió recurrir a las drogas y el alcohol para tratar de remediarlo. En la entrevista, Reyes afirmó que fue una "adicta empedernida entre los 14 y los 24 años" y que en 2017 logró su rehabilitación.

## Filmografía

### Cine y televisión
- Easy (2017)
- Cool Nerds (2014)
- MTV Movie Awards (2004)
- Escuela de rock (2003)
- The Sharon Osbourne Show (2003–2004)
- The Tonight Show with Jay Leno (2003)
- Live with Regis and Kathie Lee (2003)